# Ville Ranta
Ville Matias Ranta (né le 29 novembre 1978 à Oulu Finlande) est un auteur de bande dessinée finlandais.

## Biographie
Après des études de langue et de littérature à l'université d'Helsinki, Ville Ranta se lance en 2002 dans la bande dessinée et publie de 2002 à 2005 quatre albums. Lewis Trondheim, qui l'a remarqué lors d'un séjour en Finlande, lui écrit un album qui paraît en 2006 et le fait découvrir au public francophone. 
Il a reçu le prix Finlande en 2014.

## Œuvres
- Matka Limpopoon, autoédition, 1992
- Ville Ranta et al., Viime vuonna Kemissä, Asema, 2002
- Sade : Sarjakuvaromaani, Oulu, Asema, 2008 (ISBN 978-952-99923-6-2)
- Ville Ranta, Mika Lietzén, Engelsmannit tulevat!, Asema, 2004
- Isi on nyt vähän väsynyt, Asema, 2005
- Lewis Trondheim (ill. Ville Ranta), Célebritiz, Dargaud, 2006
- Kajaani, Oulu, Asema, 2008 (ISBN 978-952-99923-3-1)
- Eräänlaisia rukouksia, Helsinki, Huuda Huuda, 2009 (ISBN 978-952-5724-08-0)
- Paratiisisarja, Helsinki, WSOY, 2010 (ISBN 978-951-0-35801-6)
- Kyllä eikä ei, Helsinki, WSOY, 2013 (ISBN 978-951-0-39895-1)

## Œuvres publiées en français
- Célébritiz  (scénario de Lewis Trondheim), Paris/Barcelone/Bruxelles etc., Dargaud, coll. « Poisson Pilote », 2006, 48 p. (ISBN 2-205-05809-6).
- Papa est un peu fatigué [« Isi on vähän väsynyt »]  (trad. du finnois par Kirsi Kinnunen), Bussy-Saint-Georges, Çà et Là, 2006, 150 p. (ISBN 2-916207-12-0).
- L'Exilé du Kalevala, Çà et Là, coll. « Longues distances », 2010, 283 p. (ISBN 978-2-916207-40-7 et 2-916207-40-6).
- Sept Saisons, Cà et Là, coll. « Longues Distances », 2013, 264 p. (ISBN 978-2-916207-89-6 et 2-916207-89-9).
- La suite du paradis, Rackham, 2012 (ISBN 978-2-87827-145-4 et 2-87827-145-9).
- La Jérusalem du pauvre  (trad. du finnois), Bussy-Saint-Georges, Çà et là, 2012, 264 p. (ISBN 978-2-36990-213-3).
- Comment le roi a perdu la tête, Çà et là, 2019  (ISBN 9782369902737).
- Succès, mode d'emploi, Rackham, coll. « Morgan », 2021  (ISBN 9782878272512).

## Prix et récompenses
- 2009 : 
  - Prix d'encouragement Alfred Kordelin
  - Chapeau de Puupää, pour Sade
- 2014 : prix Finlandia de la bande dessinée 2013, pour Sept Saisons (Kyllä eikä ei)[2]